# Толстая, Татьяна Владимировна (художница)
Татья́на Влади́мировна Толста́я (при рождении Плигина; 26 апреля 1929 — 19 июля 2005) — русская художница, станковый и книжный график, заслуженный художник Российской Федерации.

## Биография
Родилась в 1929 году в Москве. Окончила Московский государственный академический художественный институт имени В. И. Сурикова. Большую часть жизни работала книжным иллюстратором в издательстве «Прогресс». Оформила не менее 60 книг. Фамилию получила от мужа, Олега Владимировича Толстого, правнука Л. Н. Толстого. Её дочь, Наталья Олеговна Толстая, и муж — тоже художники.

## Награды
- Диплом за оформление книги Андре Моруа «Прометей или жизнь Бальзака», экспонированной на международной выставке книг в Москве, 1967 год,
- Первая премия за лучшие работы по МОСХу за серию иллюстраций к произведениям А. Грина «Бегущая по волнам»,
- Диплом «За большой творческий вклад в развитие советского изобразительного искусства, активную общественную деятельность в связи с пятидесятилетием Московской организации союза художников РСФСР». Москва, 1982 год,
- Диплом участнику 3 выставки «Иллюстрация советской книги». Куба, 1974 год,
- Бронзовая медаль Международной книжной выставки в Лейпциге за иллюстрации к книге А. Грина Бегущая по волнам. Германия, Лейпциг, 1982 год,
- Диплом "За успехи, достигнутые в оформлении и иллюстрировании издания Б. Брехта «Избранное» 1987 год

## Некоторые оформленные книги
- Бегущая по волнам: Роман / Александр Грин. — М.: Художественная литература, 1981.
- Белый шар: Повести и рассказы / Александр Грин. — М.: Молодая гвардия, 1966.
- Драмы и комедии / Михаил Булгаков. — М.: Искусство, 1965.
- Осколок Солнца : Науч. -фантаст. повесть / Владимир Немцов. — М.: Молодая гвардия, 1958.
- Последний срок. Прощание с Матерой. Пожар: Повести / Валентин Распутин. — М.: Современник, 1991.
- Сорока-воровка / А. И. Герцен. — М.: Книга, 1987.
- "Гибель тореро" и ещё шесть драм / Альфонсо Састре. — М.: Искусство, 1973.